# No Pain
No Pain álbum del grupo Ornamental, lanzado a través de la discográfica Gramm Records.

El álbum contó con la colaboración de Dave Ball, el legendario músico islandés Hilmar Örn Hilmarsson, el trompetista y cantante Einar Örn Benediktsson y Rose McDowall, (ex Strawberry Switchblade) como vocalista de fondo.
El álbum salió al mercado en formato LP y está integrado por cuatro canciones. 

## Lista de canciones
Lado A:

- “No Pain”

Lado B:

- “No Pain #2” (Short Mix)
- “Le Sacré d'Hiver”
- “No Pain” (Get Ready Mix)

- Datos: Q6043645